# Кларкс-Грін (Пенсільванія)
Кларкс-Грін (англ. Clarks Green) — місто (англ. borough) в США, в окрузі Лекаванна штату Пенсільванія. Населення — 1524 особи (2020).

## Географія
Кларкс-Грін розташований за координатами 41°30′3″ пн. ш. 75°41′43″ зх. д. / 41.50083° пн. ш. 75.69528° зх. д. (41.500913, -75.695315).  За даними Бюро перепису населення США в 2010 році місто мало площу 1,38 км², уся площа — суходіл.

## Демографія
Згідно з переписом 2010 року, у селищі мешкало 1476 осіб у 597 домогосподарствах у складі 425 родин. Густота населення становила 1068 осіб/км².  Було 622 помешкання (450/км²).
Расовий склад населення:
| - 96,6 % — білих - 2,0 % — азіатів - 0,7 % — чорних або афроамериканців - 0,1 % — корінних американців |

До двох чи більше рас належало 0,4 %. Частка іспаномовних становила 1,5 % від усіх жителів.
За віковим діапазоном населення розподілялося таким чином: 21,5 % — особи молодші 18 років, 60,2 % — особи у віці 18—64 років, 18,3 % — особи у віці 65 років та старші. Медіана віку мешканця становила 47,0 року. На 100 осіб жіночої статі у селищі припадало 95,5 чоловіків;  на 100 жінок у віці від 18 років та старших — 90,0 чоловіків також старших 18 років.
Середній дохід на одне домашнє господарство  становив 95 913 долари США (медіана — 74 554), а середній дохід на одну сім'ю — 115 591 долар (медіана — 95 956). За межею бідності перебувало 3,2 % осіб, у тому числі 0,6 % дітей у віці до 18 років та 4,9 % осіб у віці 65 років та старших.
Цивільне працевлаштоване населення становило 712 осіб. Основні галузі зайнятості: освіта, охорона здоров'я та соціальна допомога — 30,6 %, науковці, спеціалісти, менеджери — 11,5 %, роздрібна торгівля — 10,4 %, мистецтво, розваги та відпочинок — 10,4 %.